# Villamalur (kommun)
Villamalur är en kommun i Spanien.   Den ligger i provinsen Província de Castelló och regionen Valencia, i den östra delen av landet, 290 km öster om huvudstaden Madrid. Antalet invånare är 102. Arean är 19,5 kvadratkilometer. Villamalur gränsar till Alcudia de Veo, Ayódar, Matet, Pavías, Sueras/Suera och Torralba del Pinar. 
Terrängen i Villamalur är lite kuperad.